# FNNスピークWeekend
『FNNスピークWeekend』（エフエヌエヌ スピーク ウィークエンド）は、『FNNスピーク』の週末版として、2016年4月2日から2018年4月1日までフジテレビ（FNN）系にて放送されていた昼の報道番組である。

## 概要
土曜日の『FNNスピーク』の放送時間短縮と、日曜日昼の『産経テレニュースFNN』の番組終了にともない、週末版の昼のニュースのタイトルを一本化する形で放送を開始。また、関東ローカルでは日曜日の前番組では放送のなかった天気予報が新設された。
タイトルロゴの「Weekend」は2016年9月25日まで『FNN みんなのニュース Weekend』と同じフォントを使用していたが、同年10月1日からは当番組独自のものとなっている。
2018年4月改編でフジテレビ・BSフジの報道ニュース番組の統一ブランド『プライムニュース』として、『FNNプライムニュース デイズ』を開始するため、本番組は同年4月1日をもって終了。なお、キャスターを務めていた山中章子・竹内友佳は同番組に続役する。
フジテレビでは『協力：産経』、福井テレビでは『協力：中日新聞』と表示していた。

## 放送時間
- 土曜日・日曜日 11:50 - 12:00（JST）

## 出演者の変遷
| 期間 | 期間       | 土曜日          | 日曜日1    |
| --- | ---------- | --------------- | ---------- |
| 2016.4.2 | 2016.12.25 | 山中章子2       | 山中章子2  |
| 2017.1.7 | 2017.3.26  | 山中章子        | 藤村さおり |
| 2017.4.1 | 2017.10.1  | 山中章子        | 山中章子   |
| 2017.10.7 | 2018.4.1   | 山中章子3・4・5 | 竹内友佳4  |
| - 全員出演時点ではフジテレビアナウンサー。 - 1 朝の『FNNニュース』を兼務。 - 2 土曜は『FNNスピーク』、日曜は『産経テレニュースFNN』より続投。 - 3『めざましどようび』を兼務。 - 4『FNNプライムニュース デイズ』も続役。 - 5『Live News days』も続投。 |            |                 |            |

## ネット局
| 放送対象地域   | 放送局                   | 系列        | 放送日時      | 放送日時      | 備考                                         | 備考                  |
| 放送対象地域   | 放送局                   | 系列        | 土曜日        | 日曜日        | 土曜日                                       | 日曜日                |
| -------------- | ------------------------ | ----------- | ------------- | ------------- | -------------------------------------------- | --------------------- |
| 関東広域圏     | フジテレビ (CX)          | FNN系列     | 11:50 - 12:00 | 11:50 - 12:00 | 基幹・制作局                                 | 基幹・制作局          |
| 北海道         | 北海道文化放送 (uhb)     | FNN系列     | 11:50 - 12:00 | 11:50 - 12:00 |                                              |                       |
| 岩手県         | 岩手めんこいテレビ (mit) | FNN系列     | 11:50 - 12:00 | 11:50 - 12:00 |                                              |                       |
| 宮城県         | 仙台放送 (OX)            | FNN系列     | 11:50 - 12:00 | 11:50 - 12:00 |                                              |                       |
| 秋田県         | 秋田テレビ (AKT)         | FNN系列     | 11:50 - 12:00 | 11:50 - 12:00 |                                              |                       |
| 山形県         | さくらんぼテレビ (SAY)   | FNN系列     | 11:50 - 12:00 | 11:50 - 12:00 |                                              |                       |
| 福島県         | 福島テレビ (FTV)         | FNN系列     | 11:50 - 12:00 | 11:50 - 12:00 | 『サタふく』に内包                           |                       |
| 新潟県         | 新潟総合テレビ (NST)     | FNN系列     | 11:50 - 12:00 | 11:50 - 12:00 | [ 注 2 ]                                     | [ 注 2 ]              |
| 長野県         | 長野放送 (NBS)           | FNN系列     | 11:50 - 12:00 | 11:50 - 12:00 |                                              |                       |
| 静岡県         | テレビ静岡 (SUT)         | FNN系列     | 11:50 - 12:00 | 11:50 - 12:00 | [ 注 3 ]                                     |                       |
| 富山県         | 富山テレビ (BBT)         | FNN系列     | 11:50 - 12:00 | 11:50 - 12:00 |                                              |                       |
| 石川県         | 石川テレビ (ITC)         | FNN系列     | 11:50 - 12:00 | 11:50 - 12:00 |                                              |                       |
| 福井県         | 福井テレビ (FTB)         | FNN系列     | 11:50 - 11:56 | 11:50 - 12:00 | 11:56 - 12:00に 『福井新聞ニュース』を放送。 |                       |
| 中京広域圏     | 東海テレビ (THK)         | FNN系列     | 11:50 - 12:00 | 11:50 - 12:00 |                                              |                       |
| 近畿広域圏     | 関西テレビ（KTV）        | FNN系列     | 11:50 - 12:00 | 11:50 - 12:00 |                                              |                       |
| 島根県・鳥取県 | 山陰中央テレビ (TSK)     | FNN系列     | 11:50 - 12:00 | 11:50 - 12:00 |                                              |                       |
| 岡山県・香川県 | 岡山放送 (OHK)           | FNN系列     | 11:50 - 12:00 | 11:50 - 12:00 | 『OHKサンデースピーク』に改題                |                       |
| 広島県         | テレビ新広島 (tss)       | FNN系列     | 11:50 - 12:00 | 11:50 - 12:00 | [ 注 4 ]                                     | [ 注 4 ]              |
| 愛媛県         | テレビ愛媛 (EBC)         | FNN系列     | 11:50 - 12:00 | 11:50 - 12:00 |                                              | 『EBCニュース』に改題 |
| 高知県         | 高知さんさんテレビ (KSS) | FNN系列     | 11:50 - 12:00 | 11:50 - 12:00 |                                              |                       |
| 福岡県         | テレビ西日本 (TNC)       | FNN系列     | 11:50 - 12:00 | 11:50 - 12:00 |                                              |                       |
| 佐賀県         | サガテレビ (sts)         | FNN系列     | 11:50 - 12:00 | 11:50 - 12:00 | [ 注 5 ]                                     | [ 注 5 ]              |
| 長崎県         | テレビ長崎 (KTN)         | FNN系列     | 11:50 - 12:00 | 11:50 - 12:00 | [ 注 6 ]                                     | [ 注 6 ]              |
| 熊本県         | テレビ熊本 (TKU)         | FNN系列     | 11:50 - 12:00 | 11:50 - 12:00 |                                              |                       |
| 大分県         | テレビ大分 (TOS)         | NNN/FNN系列 | 11:50 - 12:00 | 11:50 - 12:00 | [ 注 7 ]                                     | [ 注 7 ]              |
| 鹿児島県       | 鹿児島テレビ (KTS)       | FNN系列     | 11:50 - 12:00 | 11:50 - 12:00 |                                              |                       |
| 沖縄県         | 沖縄テレビ (OTV)         | FNN系列     | 11:50 - 12:00 | 11:50 - 12:00 |                                              |                       |